# Panicum pleianthum
Panicum pleianthum är en gräsart som beskrevs av Albert Peter. Panicum pleianthum ingår i släktet vipphirser, och familjen gräs. Inga underarter finns listade i Catalogue of Life.